# CQ Tauri
CQ Tauri eller HD 36910, är en ensam stjärna belägen i den mellersta delen av stjärnbilden Oxen. Den har en genomsnittlig skenbar magnitud av ca 10,48  och kräver ett teleskop för att kunna observeras. Baserat på parallax enligt Gaia Data Release 3 på ca 6,69 mas, beräknas den befinna sig på ett avstånd på ca 487 ljusår (149 parsek) från solen. Den rör sig bort från solen med en heliocentrisk radialhastighet på ca 23 km/s. Stjärnan tycks ingå i T-föreningen Tauri 4 och ligger tillräckligt nära ekliptikan för att kunna undergå ockultation av månen.

## Observation
CQ Tauri rapporterades oberoende som en variabel av Artjukinov 1948 och C. Hoffmeister 1949. Hoffmeister klassificerade den som en medlem av RW Aurigae-liknande variabler med en ljusstyrka som sträckte sig från en skenbar visuell magnitud på 8,7 ner till 10,5, vilket gör den till en av de ljusaste stjärnorna av den typen. G. H. Herbig fann 1960 en spektralklass av F2 för stjärnan, och 1973 klassificerades den som en Orion-variabel av typen T Tauri. År 1968 upptäckte W. Götz och W. Wenzel en svag emission av blått ljus som kom från systemet.

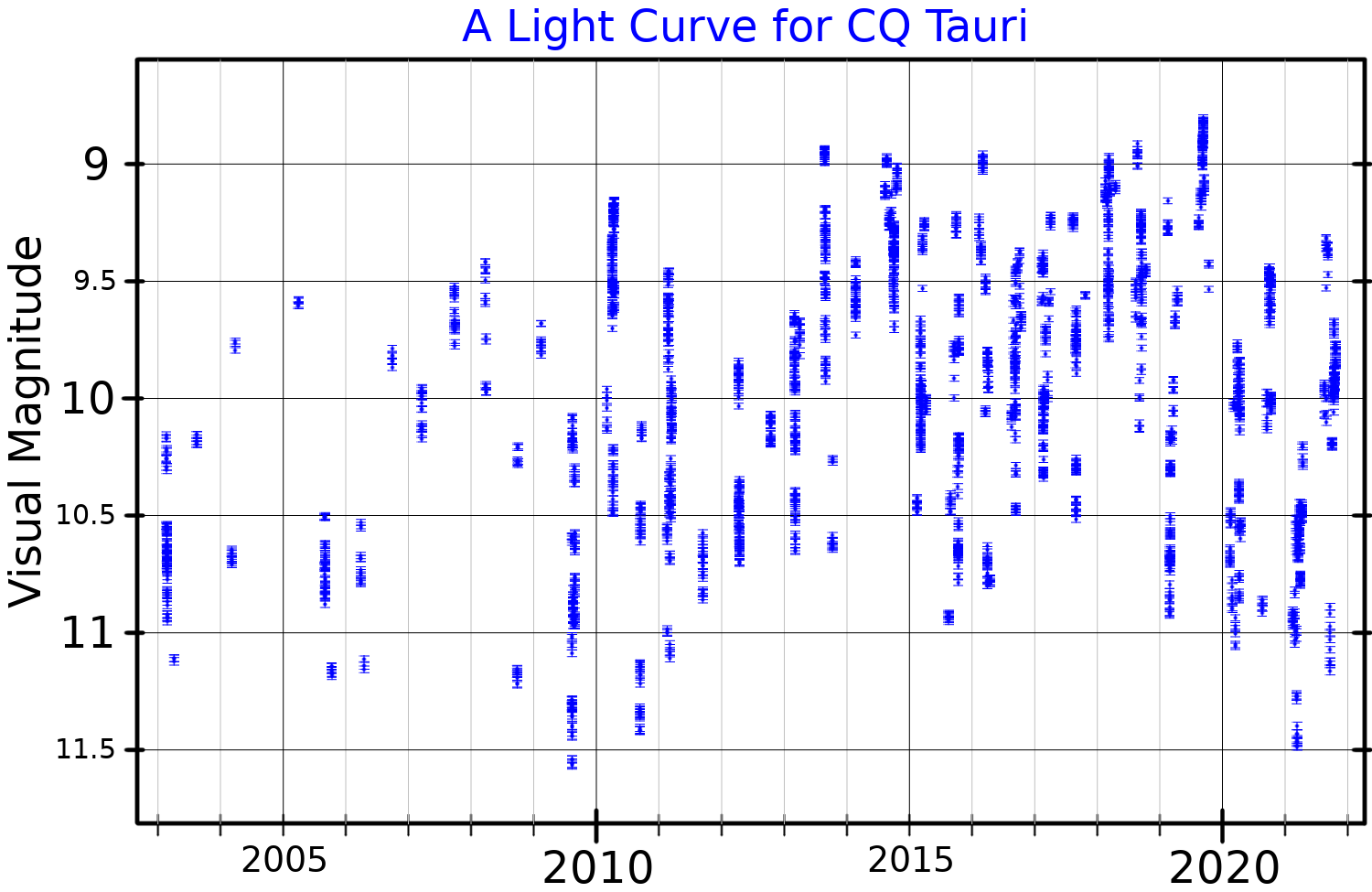
Ljuskurva i synliga bandet för CQ Tauri, plottad från INTEGRAL OMC-data.

Spektralbilder av systemet 1973 visade dubbla emissionslinjer på en stjärna av F-typ. Den visade sig vara en infraröd källa av IRAS och förbunden med nebulositet, vilket gjorde att den 1994 kunde katalogiseras som en Herbig-Ae/Be-stjärna av P. S. Thé et al. Stjärnan genomgår oregelbundna sänkningar av ljusstyrkan som annars liknar en Algol-liknande variation. Den omges av en inhomogen ackretionsskiva, som är källan till emissionslinjerna.

## Egenskaper
CQ Tauri är en gul till vit underjättestjärna före huvudserien av spektralklass F5 IVe. Den har en massa som är lika med ca 1,7 solmassa, en radie som är ca 1,7 solradie och utsänder energi från dess fotosfär motsvarande ca 10 gånger solen vid en effektiv temperatur av ca 6 900 K.
Simuleringar avsedda att reproducera fördelningen av den omgivande stoftskivan tyder på att en inbäddad exoplanet med en massa på 6–9 jupitermassor kretsar kring stjärnan på ett avstånd av ca 20 AE. Nära infraröda observationer 2018 visar en spiralstruktur i skivan som överensstämmer med närvaron av en omkretsande exoplanet, nen ingen planet har upptäckts (2023).